# Nous avec Salvini
Nous avec Salvini (italien : Noi con Salvini, NcS) est un parti politique populiste italien, dont les principaux thèmes de campagne sont l'euroscepticisme et une forte opposition à l'immigration clandestine. Le parti, fondé par Matteo Salvini le 19 décembre 2014, est le principal allié de la Ligue du Nord (LN). Il est actif dans la région du Latium, dans le sud de l'Italie et en Sardaigne,.
Salvini est le président du parti, Raffaele Volpi (sénateur de la Ligue du Nord) en est le vice-président, tandis qu'Angelo Attaguile, ancien membre du Parti de Siciliens, qui a été le premier député à rejoindre le parti, en est le secrétaire et le chef de file en Sicile,.

## Histoire
Peu après les élections européennes de 2014, Matteo Salvini, secrétaire fédéral de la Ligue du Nord (LN), lance l'idée de créer un parti politique allié à la Ligue du Nord en vue des prochaines échéances électorales dans les régions où la Ligue du Nord n'est pas présente, notamment dans le Sud.
Le 19 décembre 2014, Salvini annonce la création du nouveau parti lors d'une conférence de presse à Rome.
Depuis sa création, le NcS entretient des relations avec plusieurs militants locaux et organisations, de Souad Sbai, Marocain d'origine, ancien député du parti Peuple de la Liberté (PdL) et militant anti-islamiste au mouvement nationaliste CasaPound. Le 8 février 2015, Salvini et Attaguile lancent la section sicilienne du parti à Palerme: Salvini a profité de l'occasion pour présenter ses excuses pour certains propos qu'avait tenus la Ligue du Nord sur le Sud.
Le 27 février, la LN et le NcS organisent un meeting commun à Rome. Les intervenants, mis à part Matteo Salvini et Luca Zaia, étaient des représentants de certaines associations professionnelles et sociales ainsi que des syndicats (notamment Claudio Ardizio, un des chefs de file locaux de L'autre Europe avec Tsipras, une coalition électorale de gauche), Souad Sbai, le partisan de l'impôt à taux unique Armando Siri, la présidente de Frères d'Italie - Alliance nationale (Fdl) Giorgia Meloni et le secrétaire de CasaPound Simone Di Stefano.
En novembre, Salvini a organisé un rassemblement à Bologne et, afin d'élargir son électorat, invite Silvio Berlusconi, ancien premier ministre et leader de Forza Italia (FI) ainsi que Giorgia Meloni,. CasaPound/Souveraineté, qui n'avait pas été invité, n'a pas apprécié le virage "modéré" de Salvini et déserte le meeting,. Salvini ainsi que les leaders de CasaPound ont tous deux confirmé qu'ils n'étaient plus disposés à collaborer à cause de divergences de points de vue.
Trois députés ont, depuis, rejoint le parti: Barbara Saltamartini (ex-AN/PdL/NCD), Guglielmo Picchi (ex-FI/PdL/FI) et Giuseppina Castiello (ex-/FI/PdL/FI).
En avril 2016, Irene Pivetti, ancienne Présidente de la Chambre des Députés et ancienne présidente de la Fondation pour le développement entre l'Italie et la Chine annonce qu'elle serait candidate aux élections municipales à Rome pour le parti. Elle avait quitté la Ligue du Nord en 1996,
Lors des élections locales en 2016, la Ligue du Nord obtient de bons résultats dans le Nord, en particulier dans son fief de la Vénétie, tandis que le NcS a obtenu de faibles résultats, notamment, à Rome, où le parti réalise le score de 2,7%.

## Idéologie
Le parti est très critique envers l'Union européenne (UE), en particulier envers l'euro. Matteo Salvini a une fois affirmé que l'euro était un « crime contre l'humanité ». Le parti est également opposé à l'immigration illégale, un problème qui s'est intensifié en 2012, en particulier dans le Sud,.
Le NcS est en faveur de l'impôt à taux unique, de réductions d'impôt, du fédéralisme fiscal. Le parti est également protectionniste et, dans une certaine mesure, agrarien. Sur les questions sociales, le NcS s'oppose au mariage homosexuel et à la gestion actuelle de l'immigration par l'UE. Bien qu'il revendique incarner les valeurs traditionnelles familiales, le parti est pour la légalisation des maisons closes. En matière de politique étrangère NcS s'oppose à l'embargo international contre la Russie de 2014, et est favorable à une collaboration économique avec les pays d'Europe de l'Est ainsi qu'avec des pays de l'Extrême-Orient tels que la Corée du Nord,.

## Leadership
- Président : Matteo Salvini (depuis 2014)
  - Vice-président : Raffaele Volpi (depuis 2015)
- Secrétaire : Angelo Attaguile (depuis 2015)

## Résultats électoraux

### Conseils régionaux
| Région       | Dernières élections | Total des votes | % en nombre de voix | Total des sièges remportés |
| ------------ | ------------------- | --------------- | ------------------- | -------------------------- |
| Les Pouilles | 2015                | 38,661 (#11)    | 2.3                 | 0                          |